# Urbicide

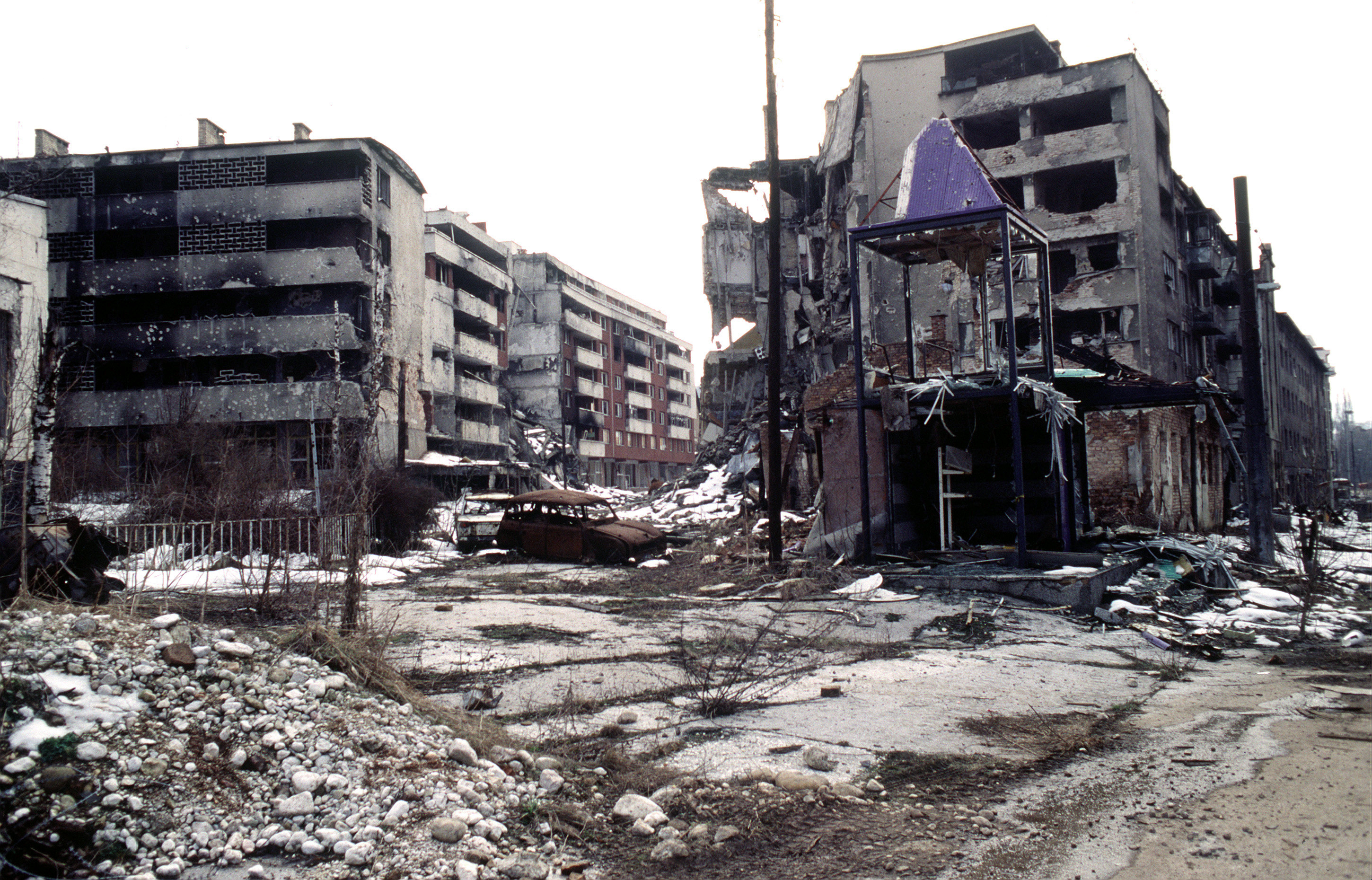
Ruines dans le quartier de Grbavica, à Sarajevo, en 1996, après la guerre de Bosnie-Herzégovine.

L'urbicide (du latin urbs, « ville », et caedere, « couper », « tuer ») est une pratique de destruction du milieu urbain.

## Apparition
Le terme a été employé pour la première fois en 1963 par l'écrivain Michael Moorcock dans la nouvelle d'heroic fantasy « Dead God's Homecoming » (parue dans la revue Science Fantasy), en langue anglaise. Il est repris par la suite par des auteurs comme l'architecte Ada Louise Huxtable et le philosophe et politiste Marshall Berman pour désigner des politiques de réaménagement urbain impliquant la destruction de bâtiments et de modes de vie urbains.

## Utilisations

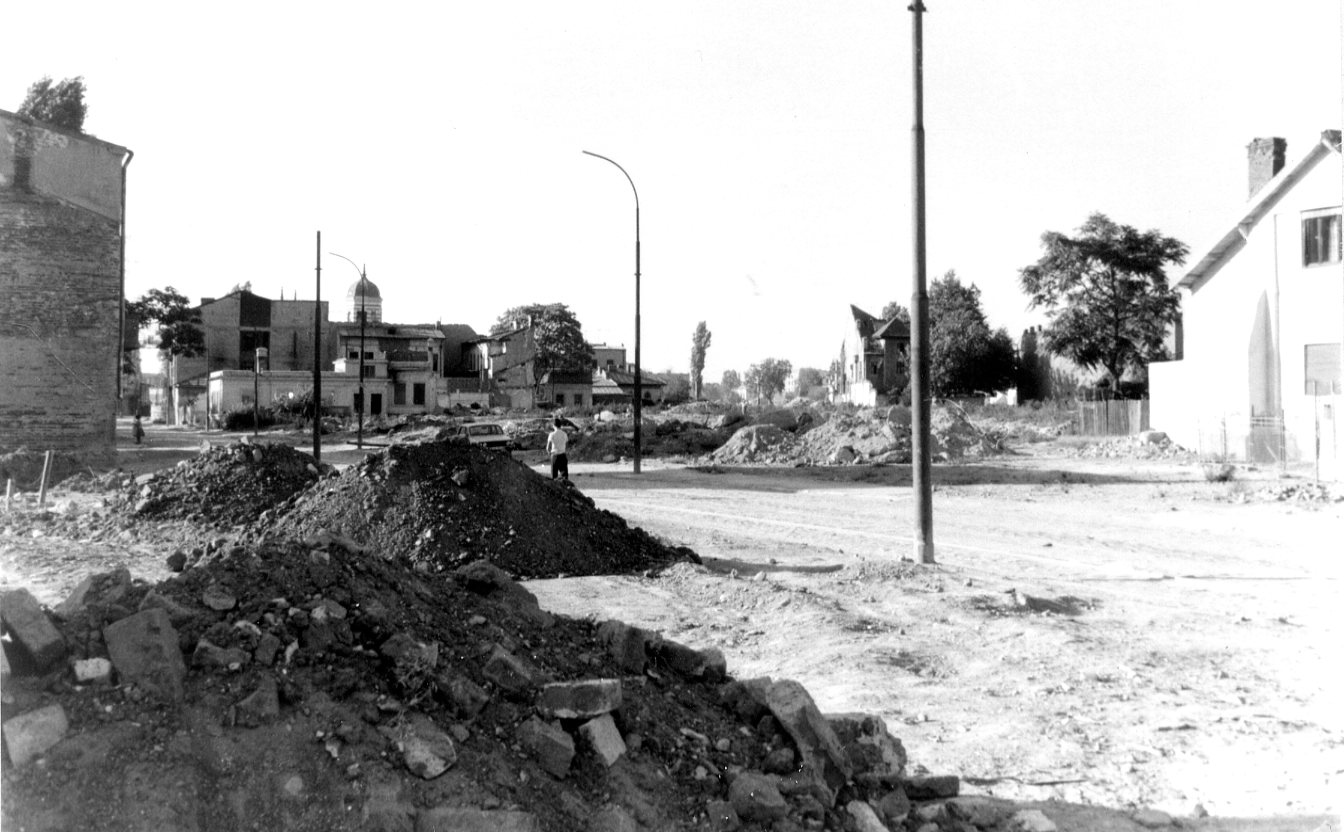
Dans les années 1980, la politique de « systématisation du territoire » de la République socialiste de Roumanie se traduit à Bucarest par 320000 expulsions, la démolition de quartiers historiques entiers, et environ 3000 morts par froid et carences.

Le terme est également utilisé dans une nouvelle acception à partir des années 1990, pour désigner la destruction d'une ville « non en tant qu'objectif stratégique, mais en tant qu'objectif identitaire […] comme si la ville était l'ennemi parce qu'elle permettait la cohabitation de populations différentes et valorisait le cosmopolitisme », notamment après avoir été employé par l'architecte et ancien maire de Belgrade Bogdan Bogdanović à propos des villes de Sarajevo, Vukovar et Mostar.

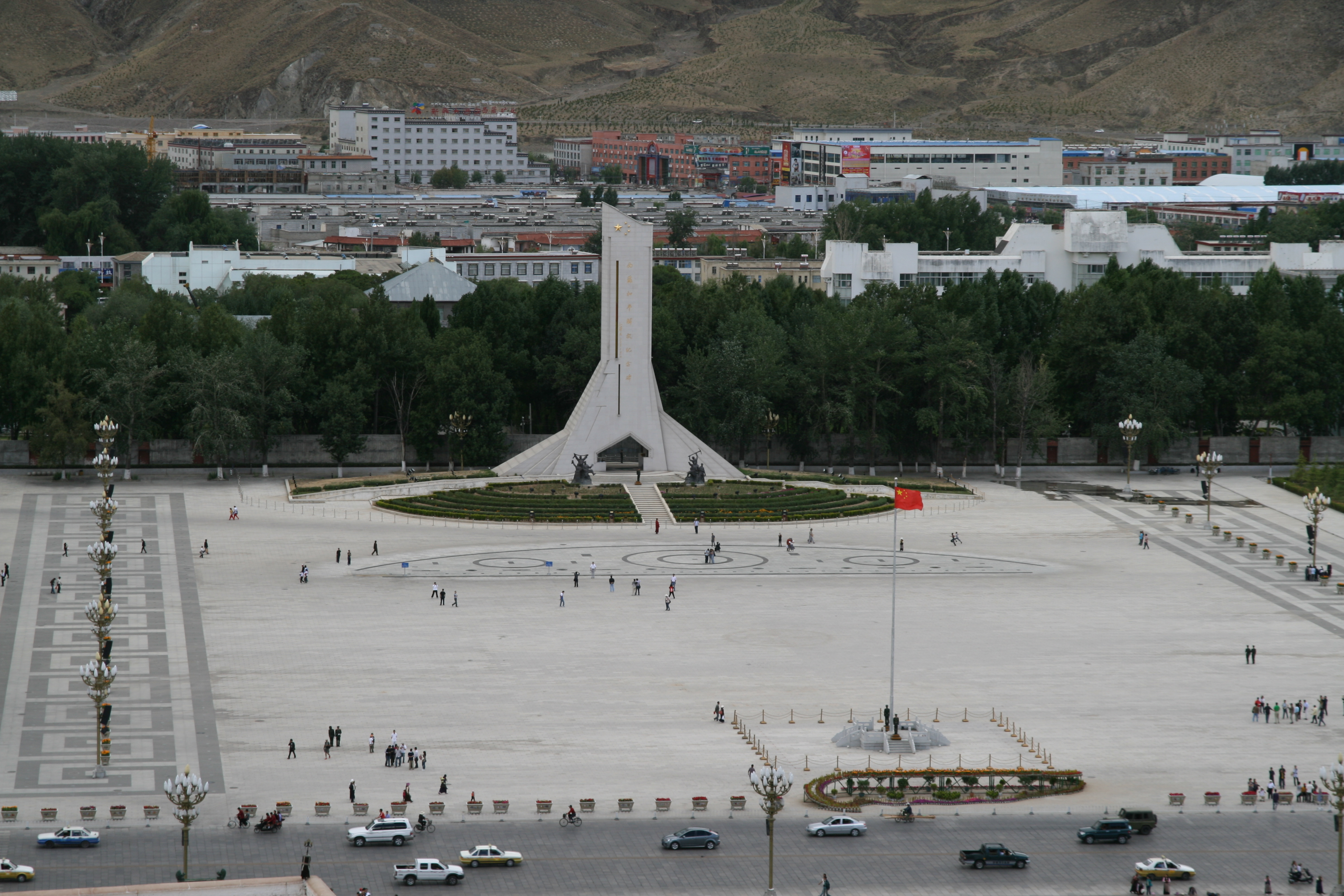
Devant le Potala, à Lhassa, s'élèvent aujourd'hui, à la place de l'ancien quartier tibétain, des immeubles modernes et fonctionnels, et le « Monument de la libération pacifique du Tibet ».

Il a été utilisé dans les années 1980 à propos de la démolition des quartiers et des monuments historiques des villes, et des villages traditionnels en milieu rural en Roumanie, remplacés par des barres et des tours d'habitation collective,, puis dans les années 1990 au sujet des destructions des guerres de Yougoslavie et pour qualifier la démolition du centre historique de Lhassa par les autorités chinoises, et encore dans les années 2010 au sujet des destructions de la guerre civile syrienne, mais également, a posteriori, pour caractériser la politique des Khmers rouges vis-à-vis de Phnom Penh et de sa population.
Le concept d'urbicide a aussi été appliqué aux destructions commises à Mossoul par l’État islamique en 2014-2016 : l'organisation terroriste s'est appliquée à « effacer toute trace du passé préislamique », détruisant de nombreux monuments historiques ainsi que de nombreux lieux de culte chiites et chrétiens de cette ville irakienne. Il en est de même pour les ruines de la cité antique de Palmyre, en Syrie.

### À Gaza

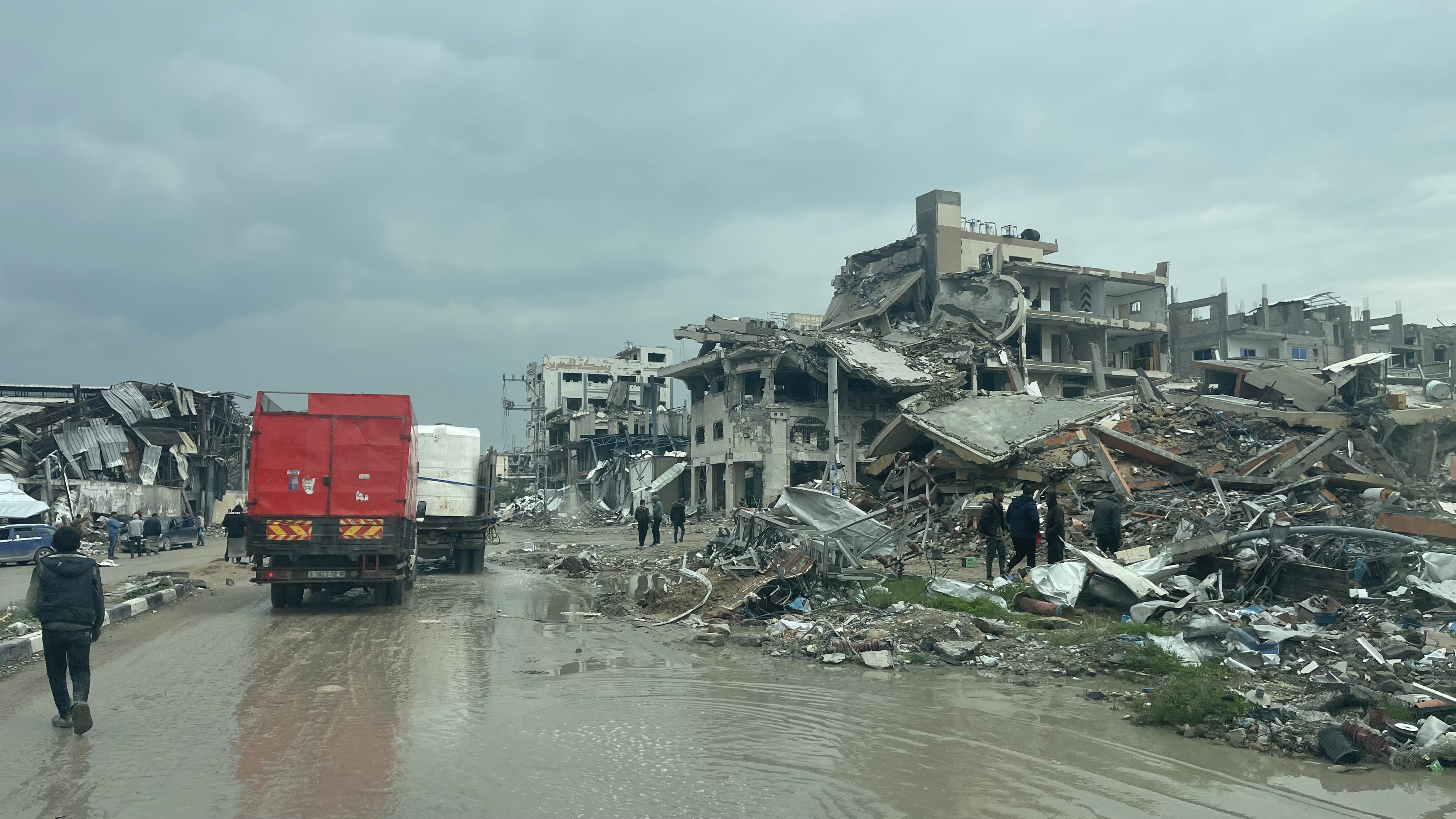
La ville de Gaza en février 2025.

À partir des années 2010, le terme est employé pour la bande de Gaza, et particulièrement pour les destructions liées à la guerre de Gaza depuis 2023,,.